# 미국 해군 다이버
미국 해군 다이버는 미국 해군의 잠수실력을 인증받은 장병들을 말한다. 플로리다주의 파나마 시에 있는 Naval Diving and Salvage Training Center (NDSTC)에서 훈련을 받는다.

## 등급
미국 해군 다이버는 세가지 등급의 자격이 있다.
- NEC 5341 — Master Diver
- NEC 5342 — Diver First Class
- NEC 5343 — Diver Second Class

## 사진

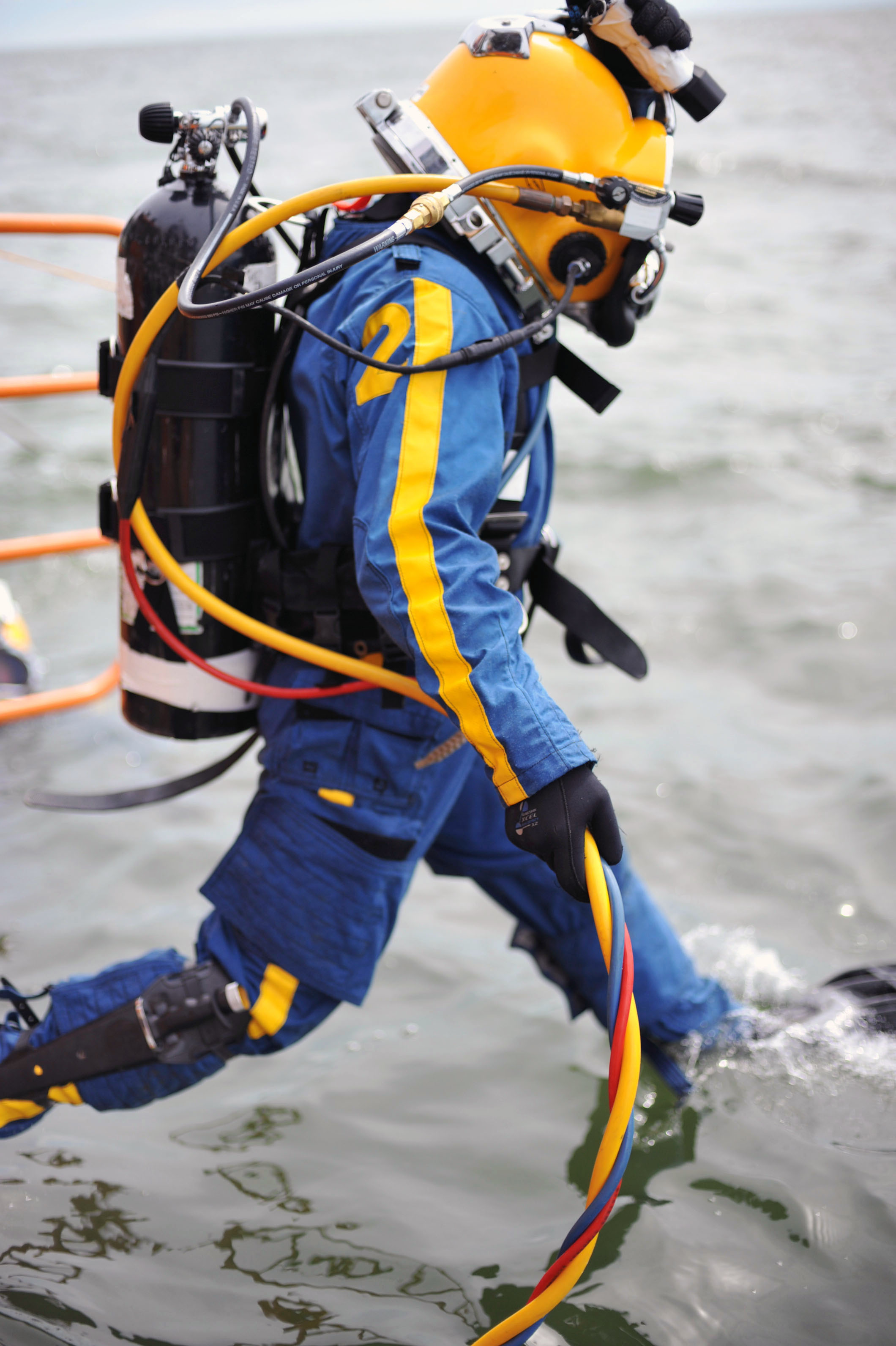
입수중인 미국 해군 다이버
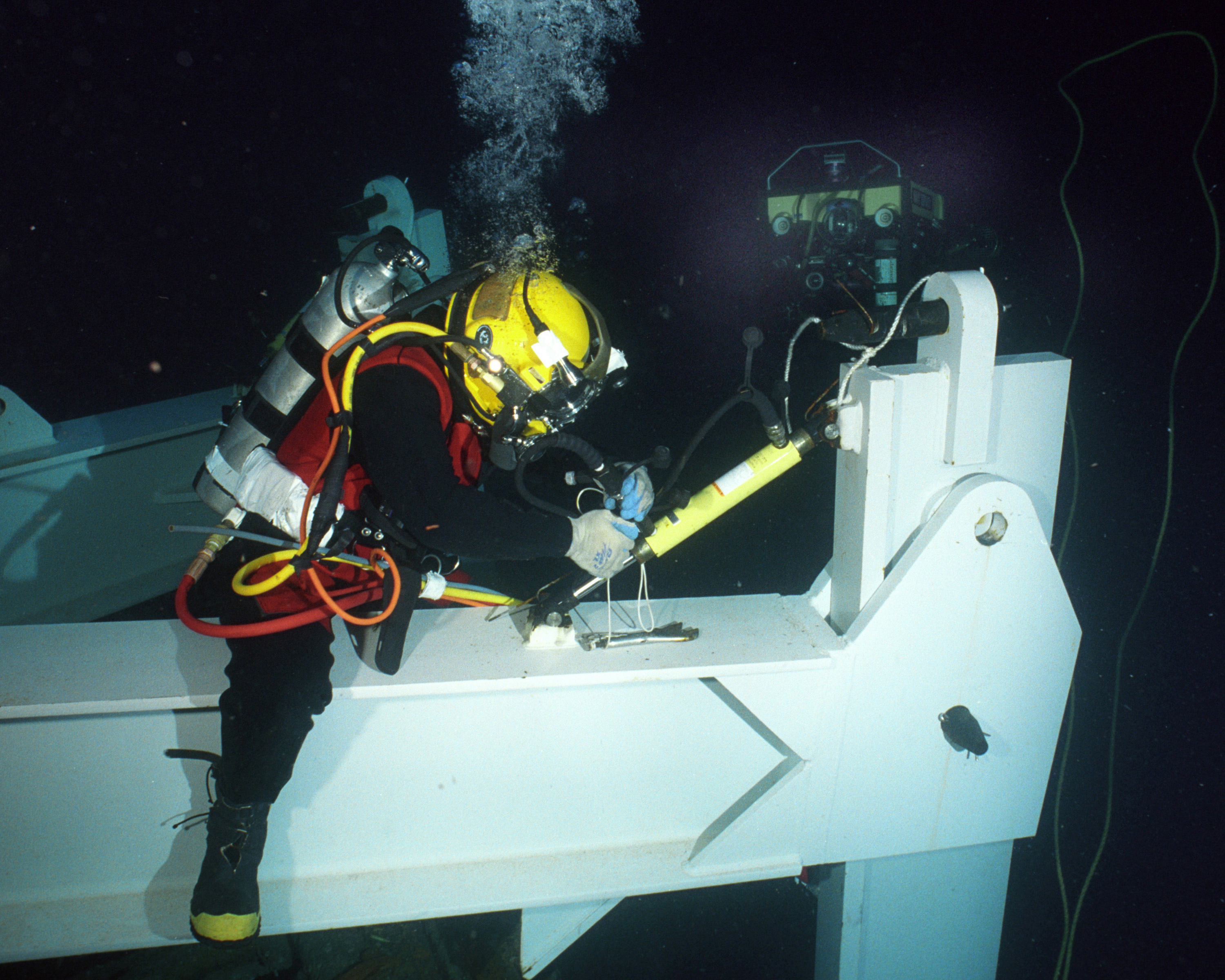
70미터 바닥에 침몰되어 있는 남북전쟁 당시의 모니터함에 대한 작업을 하고 있는 미국 해군 다이버
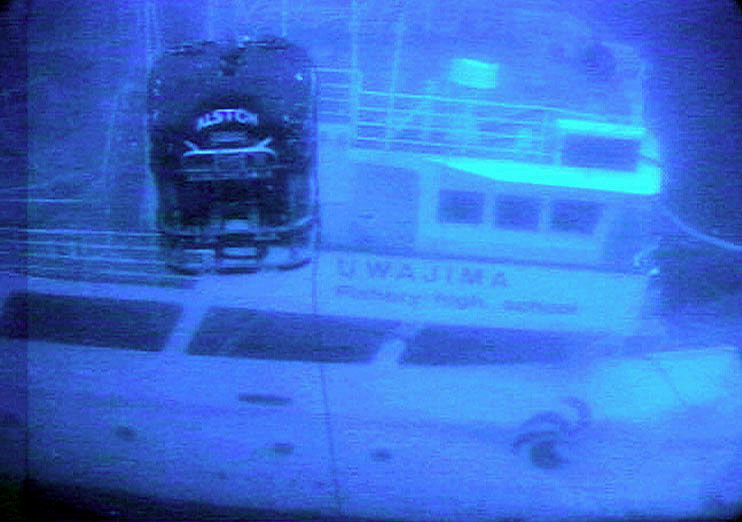
일본 어선 에히메 마루를 구조하기 위해 투입된 무인잠수정 TXL-16의 모습. 2001년 10월 14일 LA급 잠수함인 그린빌함과 충돌했다.
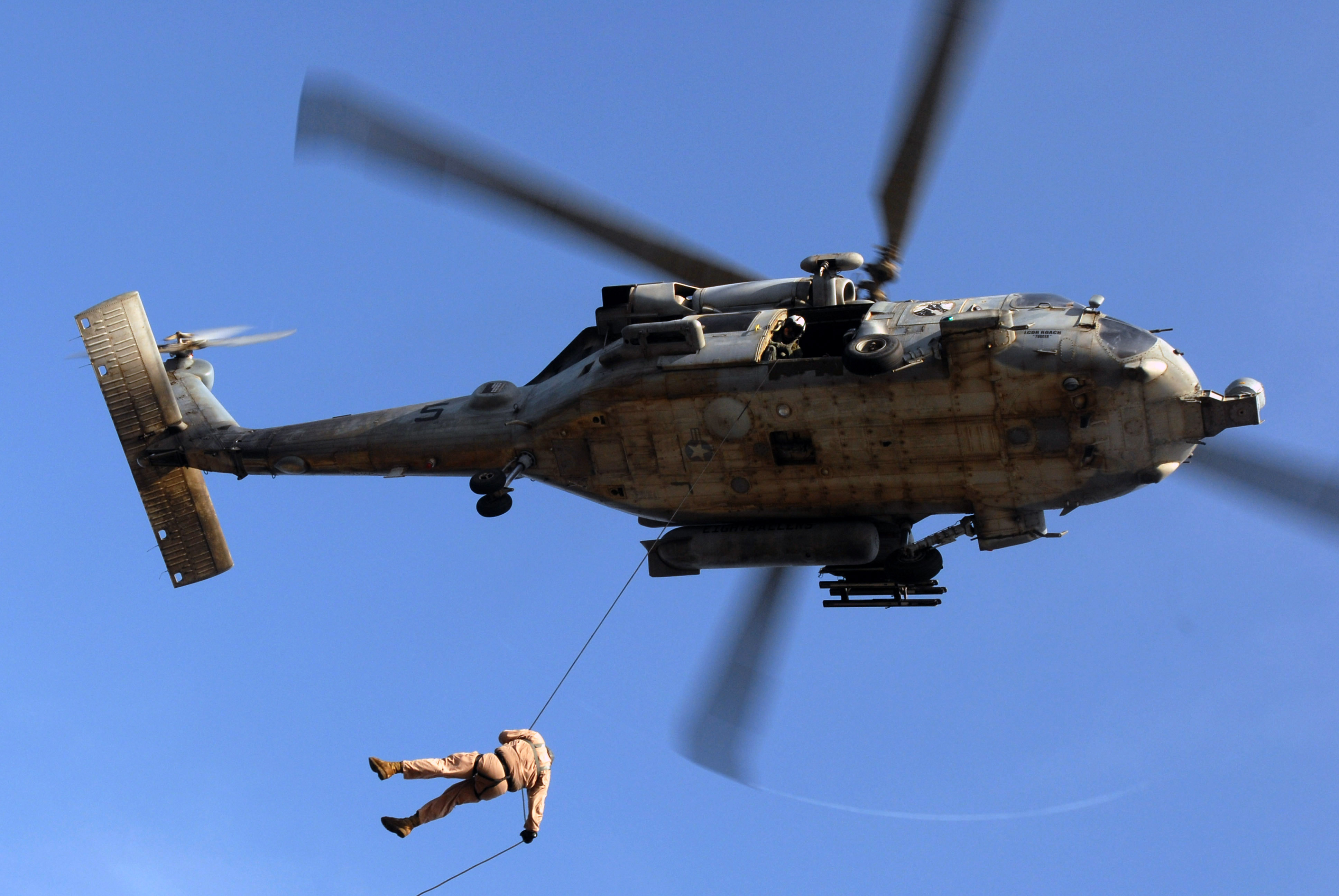
미국 해군 다이버가 시호크 헬기에서 레펠을 타고 내려오고 있다.
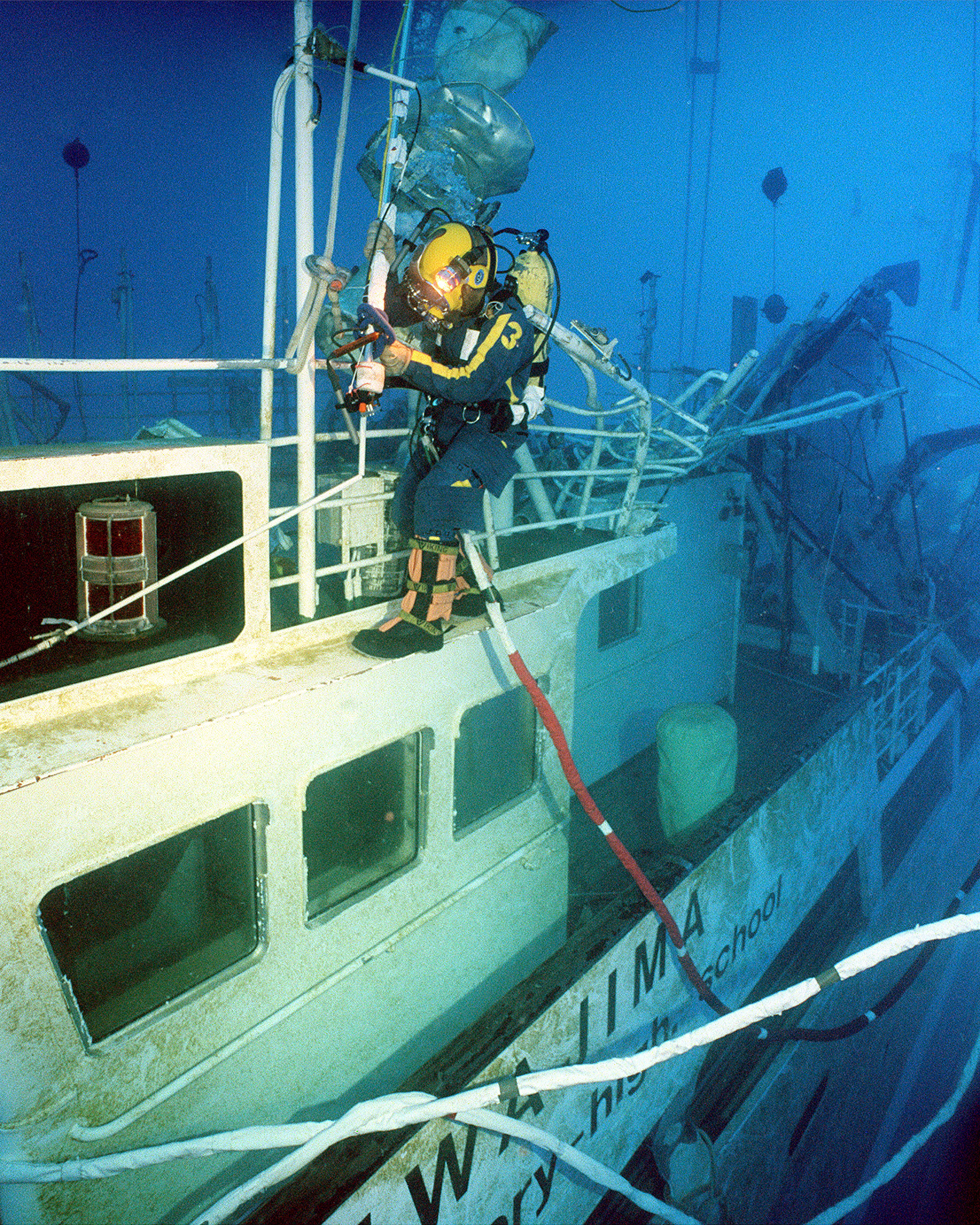
일본 어선 에히메 마루와 미국 해군 잠수부. 수심 35미터의 바닥에 침몰해 있다.
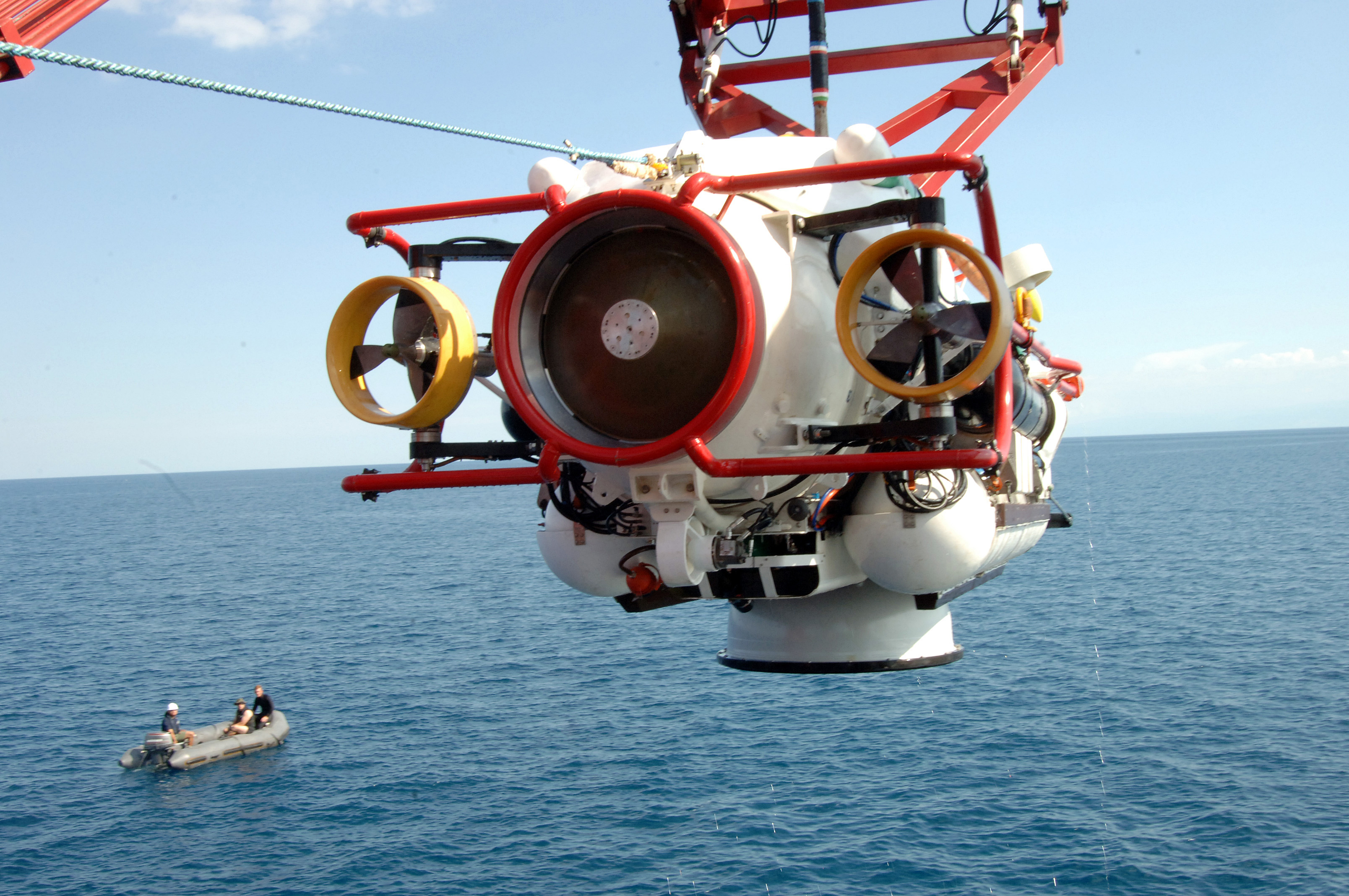
잠수함 구조용 장비
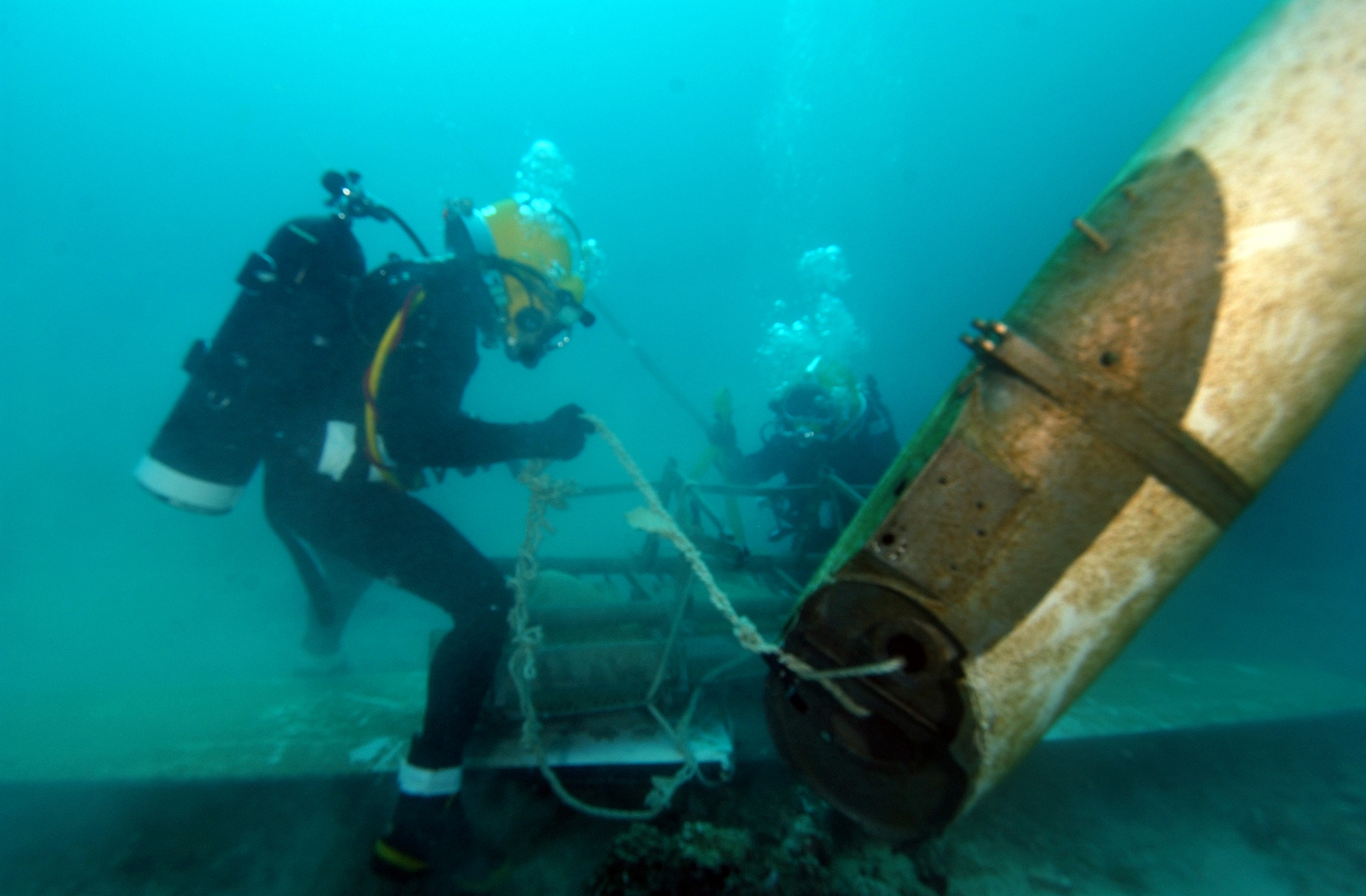
림팩 2008 훈련에서 미국 호주 해군 잠수부들이 진주만에서 훈련중이다.
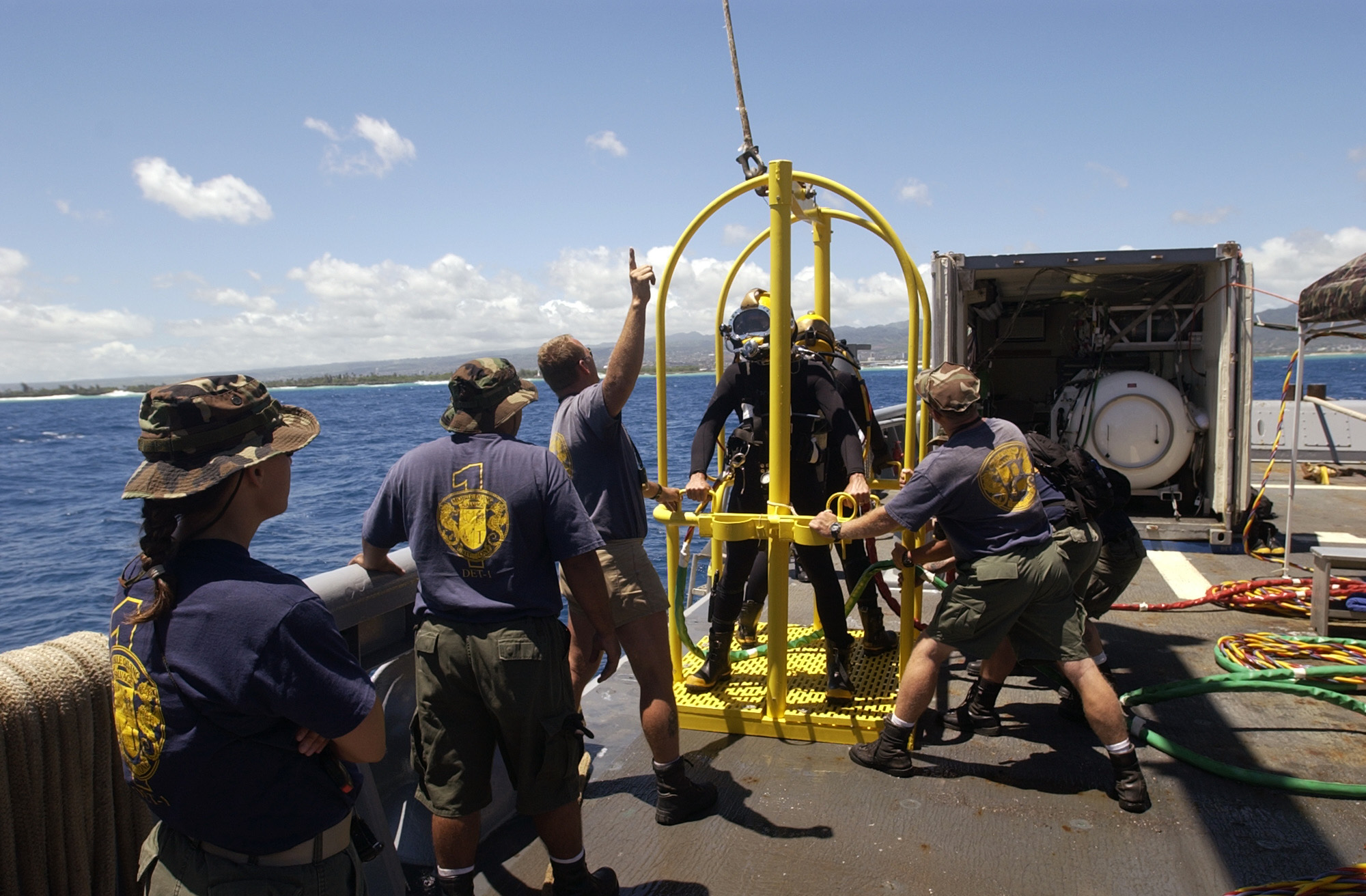
림팩 2004에서 입수를 준비중인 미국 해군 잠수부들
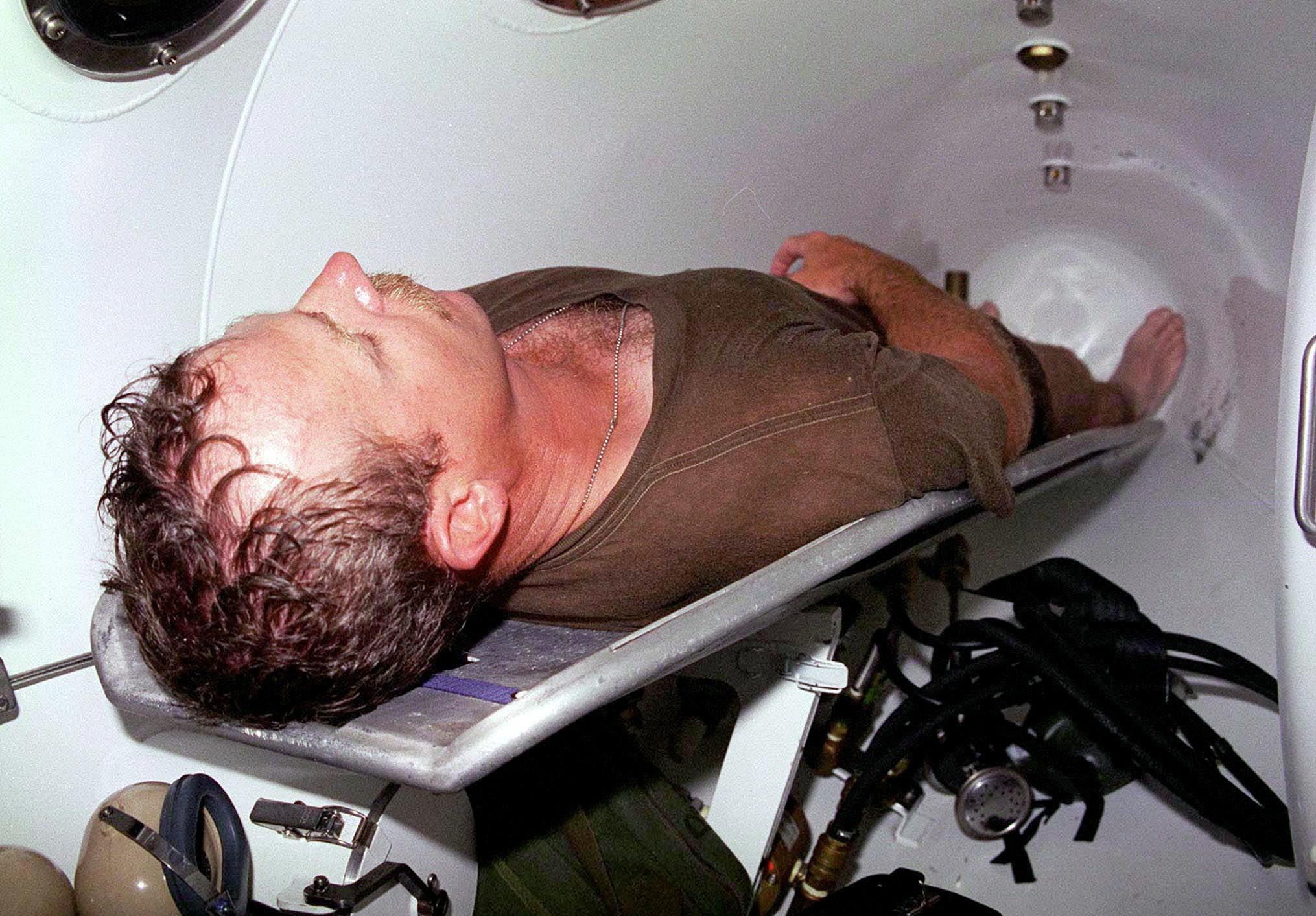
미국 해군 잠수부가 감압 체임버에서 회복중이다.
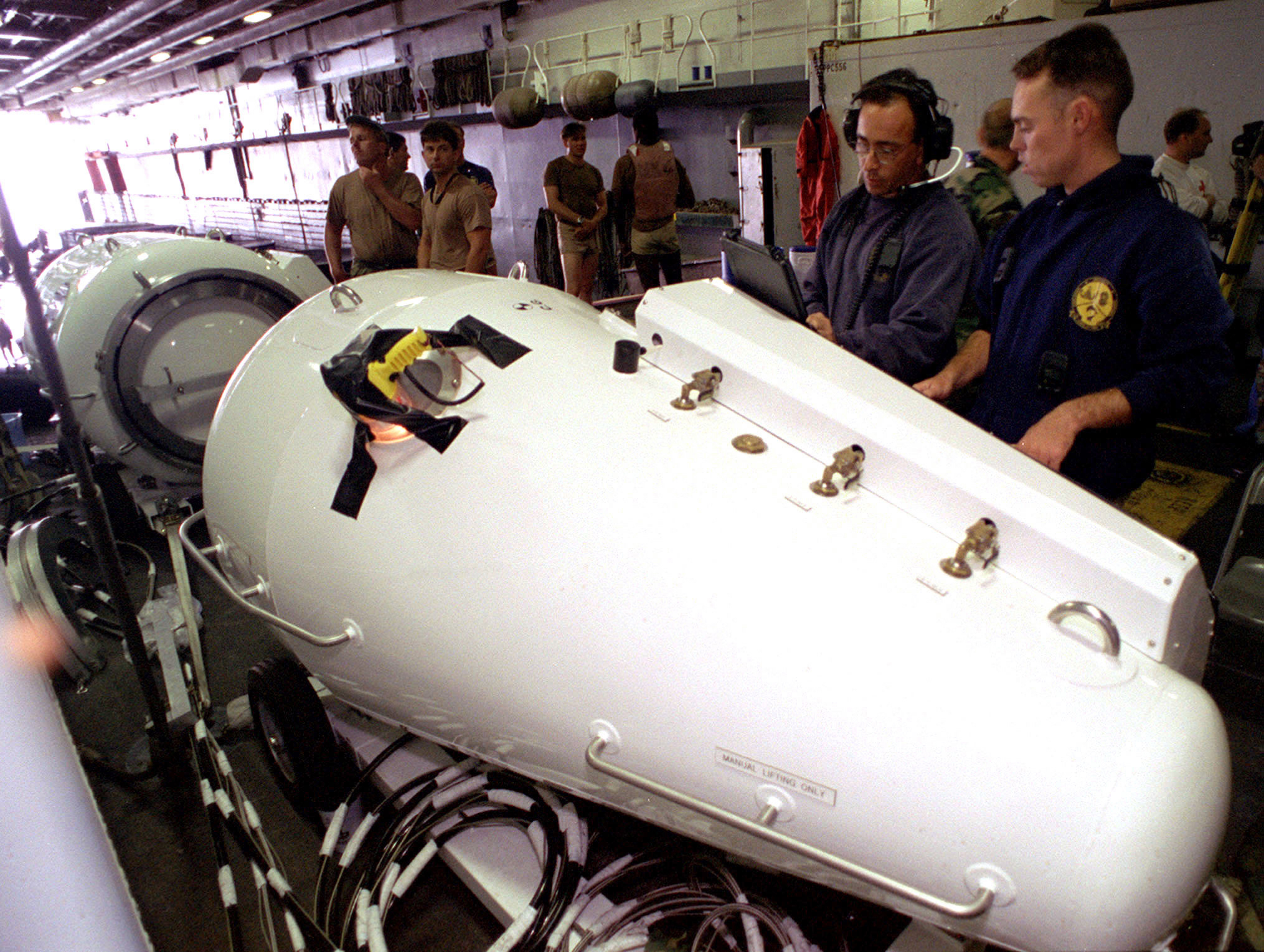
미국 해군의 이동식 감압체임버

## 같이 보기
- 천안함